# Герб Північної Території
Герб Північної території — офіційний геральдичний символ австралійської Північної території. Герб був офіційно наданий королевою Єлизаветою II 11 вересня 1978 року. Це наймолодший герб адміністративних одиниць Австралійського Союзу. 
На відміну від гербів інших штатів Австралії, герб Північної території містить багато символів культури та історії корінних австралійців, а також території на якій вони живуть.

## Опис
Щит: на коричневому тлі срібні зображення наскельних малюнків австралійських аборигенів Арнемського краю, що містить жінку зі стилізованою внутрішньою анатомією. З двох сторін від малюнку жінки зображено сакральні картографічні зображення аборигенів Центральної Австралії поселень, які з'єднані шляхами.
Шолом блакитного кольору, повернутий вліво, з опущеним забралом. Шолом нагадує про те, що Північна територія була зоною битв під час війни.
Клейнод на шоломі нагадує порваний плащ, який піднімається з двох боків у вигляді пальмового листя.  Пофарбовано поверхня намету головним кольором щита (коричневим), а виворіт (підбивка) — срібним. 
На буралеті срібно-коричневого кольори лежить ритуальний камінь аборигенів Чуринга, на ньому підняв крила сидить австралійський орел, який повернуто ліворуч. 
Щитотримачі: червоні кенгуру, що  однією лапою тримають щит,  а в іншій — мушлі, знайдені на узбережжі Північної території. Зліва в лапі у кенгуру  мушля Lambis Chiragra, а з права  — Corculum cardissa.  
База: трав'янисті піщані кургани із двома стеблами пустельної троянди Стурта. 